# Апаресіда-ді-Гоянія
Апаресіда-ді-Гоянія (порт. Aparecida de Goiânia) — місто і муніципалітет у Бразилії, входить до штату Гояс. Складова частина мезорегіону Центр штату Гояс. Входить в економіко-статистичний мікрорегіон Гоянія.
Населення становить 527 796 осіб (2022). Займає площу 279 954 км². Густота населення — 1885,3 осіб / км².
Місто засноване у 1963 році.